# I'll Feel a Whole Lot Better
Singles de Birds
Mr. Tambourine Man
(1965) Turn! Turn! Turn!
(1965)
Clip vidéo
[vidéo] « I'll Feel a Whole Lot Better (audio) », sur YouTube
I'll Feel a Whole Lot Better est une chanson du groupe de rock américain Les Byrds extraite de leur premier album, paru (aux États-Unis) le 21 juin 1965 et intitulé Mr. Tambourine Man.
Le 14 juin 1965, une semaine avant la sortie de l'album, la chanson a été publiée sur la face B du single All I Really Want to Do .
En 2004, Rolling Stone a classé cette chanson, dans la version originale des Byrds, 234e sur sa liste des « 500 plus grandes chansons de tous les temps ». (En 2010, le magazine rock américain a mis à jour sa liste, maintenant la chanson est 237e.)

## Composition
La chanson a été écrite par Gene Clark. L'enregistrement des Byrds a été produit par Terry Melcher.

## Version de Tom Petty
Singles de Tom Petty
Love Is a Long Road
(1989) A Face in the Crowd
(1990)
La chanson a été notamment reprise par Tom Petty sur son album Full Moon Fever paru en 1989. Sa version a également été publiée en single.